# La giungla rossa
La giungla rossa è un libro della saga di Peggy Sue e del suo fedele compagno, il cane blu. In questa avventura Peggy si troverà a dover sostenere un esame per diventare una supereroina in una scuola alquanto strana dove i bocciati vengono murati vivi e anche i bidelli nascondono un oscuro passato.

## Trama
In una mattina come le altre, a casa di nonna Katy suona uno strano ometto vestito di nero che cerca la famosa Peggy Sue e il suo celeberrimo cane blu. 
Lo strano ometto è venuto a comunicare che, in seguito alle ultime sei imprese eroiche della ragazza e del cane, se vorranno ancora salvare il pianeta devono ricevere il diploma di supereroi. Peggy Sue e il cane blu accettano, ovviamente, la sfida che gli si propone; sfortunatamente non sanno ancora, d'altronde come sempre, che il loro viaggio verso la scuola per supereroi potrebbe essere di sola andata. Si ritrovano a non poter uscire da una scuola molto misteriosa, con bidelli che cercano di nascondere un passato pieno di orrendi segreti. Dovranno riuscire a sopravvivere in un'immensa giungla pieni di extraterrestri, circondati da magia e mistero, da alberi viventi, animali spietati e da esseri umani anche loro vittime della scuola.

## Edizioni
- Serge Brussolo, Peggy Sue e gli Invisibili: La Giungla Rossa, collana tascabili Immaginario, Fanucci, 2007,  p. 352, ISBN 88-347-1308-7.